# 貝茲德魯日采

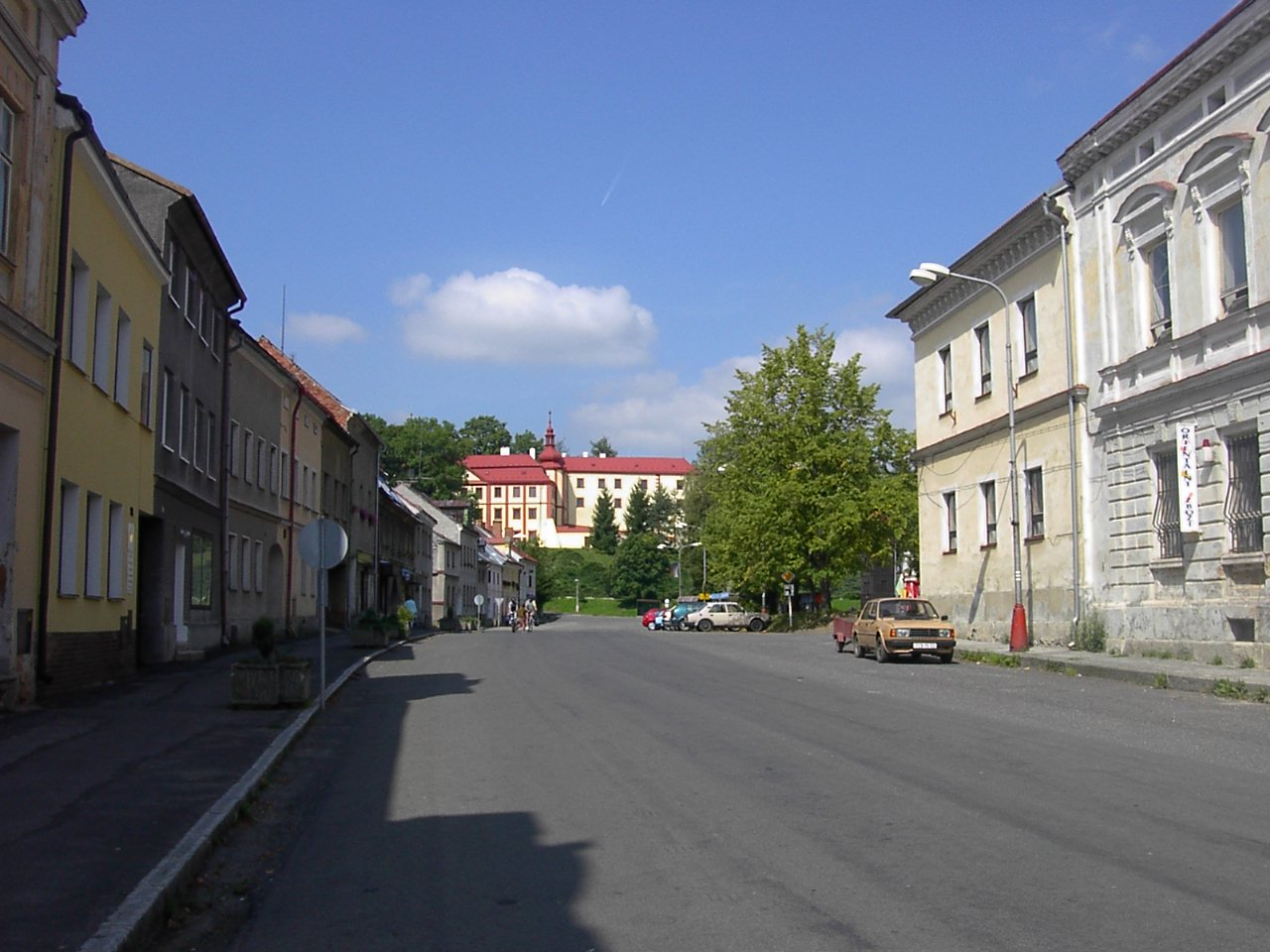

貝茲德魯日采是捷克的城鎮，位於該國西部，距離首府皮爾森30公里，由比爾森州負責管轄，面積32.02平方公里，海拔高度576米，2006年人口981。